# العلاقات الأرجنتينية الأيرلندية
العلاقات الأرجنتينية الأيرلندية هي العلاقات الثنائية التي تجمع بين الأرجنتين وجمهورية أيرلندا.

## مقارنة بين البلدين
هذه مقارنة عامة ومرجعية للدولتين:
| وجه المقارنة                                              | الأرجنتين                                               | جمهورية أيرلندا                                       |
| --------------------------------------------------------- | ------------------------------------------------------- | ----------------------------------------------------- |
| المساحة (كم2)                                             | 2.78 مليون                                              | 70.27 ألف                                             |
| عدد السكان (نسمة)                                         | 44.27 مليون                                             | 4.76 مليون                                            |
| الكثافة السكانية (ن./كم²)                                 | 15.92                                                   | 67.74                                                 |
| العاصمة                                                   | بوينس آيرس                                              | دبلن                                                  |
| اللغة الرسمية                                             | اللغة الإسبانية                                         | اللغة الأيرلندية، لغة إنجليزية، الإنجليزية الأيرلندية |
| العملة                                                    | البيزو الأرجنتيني 1983 ‏، بيزو أرجنتيني، أسترال أرجنتيني | جنيه أيرلندي، يورو، عملات اليورو الأيرلندية           |
| الناتج المحلي الإجمالي (بليون دولار)                      | 637.59 مليار                                            | 333.73 مليار                                          |
| الناتج المحلي الإجمالي (تعادل القوة الشرائية) بليون دولار | 883.02 مليار                                            | 318.16 مليار                                          |
| الناتج المحلي الإجمالي الاسمي للفرد دولار أمريكي          | 13.43 ألف                                               | 61.13 ألف                                             |
| الناتج المحلي الإجمالي للفرد دولار أمريكي                 |                                                         |                                                       |
| مؤشر التنمية البشرية                                      | 0.827                                                   | 0.916                                                 |
| رمز المكالمات الدولي                                      | +54                                                     | +353                                                  |
| رمز الإنترنت                                              | .ar                                                     | .ie                                                   |
| المنطقة الزمنية                                           | 00                                                      | 00، ت ع م+01:00، أوروبا/دبلن ‏                         |

## منظمات دولية مشتركة
يشترك البلدان في عضوية مجموعة من المنظمات الدولية، منها:
| علم المنظمة | اسم المنظمة                               | تاريخ انضمام الأرجنتين | تاريخ انضمام جمهورية أيرلندا |
| ----------- | ----------------------------------------- | ---------------------- | ---------------------------- |
|             | المنظمة الهيدروغرافية الدولية             | ?                      | ?                            |
|             | منظمة الشرطة الجنائية الدولية             | ?                      | ?                            |
|             | الاتحاد البريدي العالمي                   | ?                      | ?                            |
|             | منظمة التجارة العالمية                    | ?                      | ?                            |
|             | الفريق المعني برصد الأرض                  | ?                      | ?                            |
|             | مجموعة الموردين النوويين                  | ?                      | ?                            |
|             | مؤسسة التنمية الدولية                     | 3 أغسطس 1962           | 22 ديسمبر 1960               |
|             | مؤسسة التمويل الدولية                     | 13 أكتوبر 1959         | 11 سبتمبر 1958               |
|             | منظمة حظر الأسلحة الكيميائية              | ?                      | ?                            |
|             | الأمم المتحدة                             | 24 أكتوبر 1945         | 14 ديسمبر 1955               |
|             | الاتحاد الدولي للاتصالات                  | 1889                   | 8 ديسمبر 1923                |
|             | البنك الدولي للإنشاء والتعمير             | 20 سبتمبر 1956         | 8 أغسطس 1957                 |
|             | مجموعة أستراليا                           | 1993                   | 1985                         |
|             | المركز الدولي لتسوية المنازعات الاستشارية | 18 نوفمبر 1994         | 7 مايو 1981                  |
|             | وكالة ضمان الاستثمار متعدد الأطراف        | 11 فبراير 1992         | 27 أكتوبر 1989               |
|             | نظام تحكم تكنولوجيا القذائف               | 1993                   | 1992                         |
|             | يونسكو                                    | 15 سبتمبر 1948         | 3 أكتوبر 1961                |

## أعلام
هذه قائمة لبعض الشخصيات التي تربطها علاقات بالبلدين:
- أدولفو بيوي كاساريس (روائي أرجنتيني، 15 سبتمبر 1914[20][21][22] – 8 مارس 1999[20][21][22])
- ألفريدو دي ستيفانو (لاعب كرة قدم أرجنتيني، 4 يوليو 1926[23][24][25] – 7 يوليو 2014[23][24][25])
- تشي جيفارا (ثوري وزعيم حرب عصابات وكاتب وطبيب، 14 يونيو 1928[26][27][28] – 9 أكتوبر 1967[29][26][27])
- جستافو سيراتي (11 أغسطس 1959 – 4 سبتمبر 2014)
- خوسيه هرنانديث (كاتب أرجنتيني، 10 نوفمبر 1834[30][31][32] – 21 أكتوبر 1886[30][31][32])
- فرناندو كافيناغي (لاعب كرة قدم أرجنتيني، 21 سبتمبر 1983[33] – )
- كريس دو بيرغ (15 أكتوبر 1948[34][35] – )
- ماريا إيلينا والش (1 فبراير 1930[36][37][38] – 10 يناير 2011[36][37][38])

## وصلات خارجية
- موقع وزارة الخارجية الأرجنتينية